# Ronde van Vlaanderen 1998/Startlijst
Onderstaand het deelnemersveld van de 82e Ronde van Vlaanderen verreden op 5 april 1998. De Belg Johan Museeuw (Mapei) kwam in Meerbeke als winnaar over de streep. De vijfentwintig deelnemende ploegen konden acht renners selecteren. De Deen Rolf Sørensen, die voor de Nederlandse Rabobank-ploeg reed, droeg nummer één als titelverdediger.

## Ploegen
| K = Kopman | DNF = Niet uitgereden | Res = Reserverenner | WB = Leider wereldbekerstand | Vb. = Nationale kampioen op de weg 1997 |

### Rabobank
01.  Rolf Sørensen K

02.  Léon van Bon

03.  Marc Wauters

04.  Maarten den Bakker 

05.  Aart Vierhouten

06.  Robbie McEwen DNF

07.  Bert Hiemstra DNF

08.  Max van Heeswijk

09.  Erik Dekker Res

10.  Jan Boven Res

### Festina–Lotus
11.  Christophe Bassons DNF

12.  Gianluca Bortolami K

13.  Bruno Boscardin

14.  Laurent Lefèvre DNF

15.  Jaime Hernández

16.  André Korff DNF

17.  Sébastien Medan DNF

18.  Patrice Halgand DNF

19.  Fabian Jeker Res

20.  Armin Meier Res

### Mapei–Bricobi
21.  Franco Ballerini

22.  Andrea Tafi

23.  Stefano Zanini 

24.  Bart Leysen DNF

25.  Johan Museeuw K 

26.  Wilfried Peeters

27.  Nico Mattan DNF

28.  Frank Vandenbroucke DNF

29.  Tom Steels  Res

30.  Gianluca Pianegonda Res

### ONCE
31.  Josué Barrigón DNF

32.  Rafael Díaz Justo DNF

33.  Luis María Díaz de Otazu DNF

34.  Kiko García DNF

35.  Herminio Díaz Zabala DNF

36.  Melchor Mauri DNF

37.  José Roberto Sierra DNF

38.  David Cañada DNF

39.  Luis Pérez Rodríguez Res

40.  Carlos Sastre Res

### Telekom
41.  Dirk Baldinger DNF

42.  Bert Dietz DNF

43.  Kai Hundertmarck DNF

44.  Giovanni Lombardi DNF

45.  Christian Henn DNF

46.  Jan Schaffrath DNF

47.  Steffen Wesemann DNF

48.  Erik Zabel K WB

49.  Michael Blaudzun Res

50.  Dirk Müller Res

### Saeco–Cannondale
51.  Salvatore Commesso DNF

52.  Paolo Fornaciari

53.  Massimiliano Mori

54.  Eddy Mazzoleni DNF

55.  Pavel Padrnos

56.  Roberto Petito

57.  Michael Rich DNF

58.  Vitali Kokorine DNF

59.  Giuseppe Calcaterra Res

60.  Mario Scirea Res

### TVM–Farm Frites
61.  Geert Van Bondt DNF

62.  Nicolai Bo Larsen 

63.  Hendrik Van Dyck

64.  Tristan Hoffman DNF

65.  Steven de Jongh

66.  Servais Knaven

67.  Lars Michaelsen

68.  Peter Van Petegem K

69. — 

70.  Sergej Ivanov Res

### La Française des Jeux
71.  Frédéric Guesdon K

72.  Christophe Mengin

73.  Emmanuel Magnien

74.  Stéphane Heulot DNF

75.  Damien Nazon DNF

76.  Franck Perque DNF

77.  Patrick D'Hont DNF

78.  Franck Morelle DNF

79.  Bradley McGee Res

80.  Jean-Patrick Nazon Res

### Banesto
81.  Marino Alonso DNF

82.  Armand de Las Cuevas DNF

83.  José Vicente García Acosta DNF

84.  Jeremy Hunt DNF

85.  Eladio Jiménez DNF

86.  David Latasa DNF

87.  Francisco Navas DNF

88.  Orlando Rodrigues DNF

89.  Cândido Barbosa Res

90.  Manuel Fernández Ginés Res

### Gan–Crédit Agricole
091.  Magnus Bäckstedt

092.  Frédéric Moncassin

093.  Stuart O'Grady K

094.  Eros Poli DNF

095.  Eddy Seigneur DNF

096.  Cédric Vasseur

097.  Henk Vogels

098.  Arnaud Prétot DNF

099.  Cyril Bos Res

100.  Sébastien Hinault Res

### Mercatone Uno–Bianchi
101.  Dmitri Konysjev K DNF

102.  Mario Traversoni DNF

103.  Fabiano Fontanelli DNF

104.  Marco Artunghi DNF

105.  Sergio Barbero DNF

106.  Davide Dall'Ollo DNF

107.  Marcello Siboni DNF

108.  Massimiliano Napolitano DNF

109.  Simone Borgheresi Res

110.  Stefano Checchin Res

### Casino
111.  Stéphane Barthe  DNF

112.  Lauri Aus DNF

113.  Alberto Elli

114.  Jacky Durand K

115.  Rolf Järmann

116.  Jaan Kirsipuu DNF

117.  Marco Saligari DNF

118.  Aleksandr Vinokoerov DNF

119.  David Lefèvre Res

120.  Marc Streel Res

### Kelme
121.  Ruben Galvañ

122.  Marcos Serrano DNF

123.  Santos González DNF

124.  José Ángel Vidal DNF

125.  Miguel Ángel Martín Perdiguero DNF

126.  Francisco Cabello DNF

127.  Daniel Ribera DNF

128.  Ángel Edo DNF

129.  José Rodríguez Res

130. —

### Riso Scotti
131.  Fabio Baldato K

132.  Andrea Brognara

133.  Stefano Casagrande DNF

134.  Bruno Cenghialta DNF

135.  Christian Charrière DNF

136.  Federico De Beni DNF

137.  Michele Rezzani DNF

138.  Riccardo Ferrari DNF

139.  Ermanno Brignoli Res

140.  Vladislav Bobrik Res

### Lotto–Mobistar
141.  Mario Aerts

142.  Ludo Dierckxsens

143.  Peter Farazijn

144.  Wim Feys

145.  Chris Peers DNF

146.  Thierry Marichal DNF

147.  Andrei Tchmil K 

148.  Ludwig Willems DNF

149.  Fabien De Waele Res

150.  Christophe Detilloux Res

### US Postal Service
151.  Frankie Andreu

152.  George Hincapie K

153.  Marty Jemison DNF

154.  Christian Vande Velde DNF

155.  Anton Villatoro DNF

156.  Vjatsjeslav Jekimov

157.  Sven Teutenberg DNF

158.  Juan Llaneras DNF

159.  Peter Meinert-Nielsen Res

160.  Jonathan Vaughters Res

### Team Polti
161.  Rossano Brasi

162.  Enrico Cassani K

163.  Mirko Celestino

164.  Mirko Crepaldi

165.  Fabrizio Guidi

166.  Leonardo Guidi DNF

167.  Fabio Sacchi

168.  Cristian Salvato

169.  Cristiano Colleoni Res

170.  Mauro Zinetti Res

### Cofidis
171.  Alessandro Bertolini DNF

172.  Christophe Capelle

173.  Laurent Desbiens DNF

174.  Maurizio Fondriest DNF

175.  Jerôme Delbove DNF

176.  Nicolas Jalabert K

177.  Francis Moreau DNF

178.  Grzegorz Gwiazdowski DNF

179.  Bruno Thibout Res

180.  Cyril Saugrain Res

### Asics–CGA
181.  Michele Bartoli K

182.  Carlo Marino Bianchi DNF

183.  Federico Colonna DNF

184.  Diego Ferrari

185.  Fabio Roscioli DNF

186.  Samuele Schiavina DNF

187.  Luca Scinto

188.  David Tani

189.  Enrico Bonetti Res

190.  Alessio Bongioni Res

### Vitalicio Seguros
191.  Andrea Ferrigato DNF

192.  Óscar Freire DNF

193.  Ginés Salmerón DNF

194.  Sergej Smetanin DNF

195.  Juan Carlos Domínguez DNF

196.  Elio Aggiano DNF

197.  Ángel Casero DNF

198.  Andrej Zintsjenko DNF

199.  Prudencio Indurain Res

200.  Francisco Tomás García Res

### Cantina Tollo
201.  Marco Bellini DNF

202.  Marco Di Renzo DNF

203.  Martin Hvastija DNF

204.  Paolo Valoti DNF

205.  Germano Pierdomenico DNF

206.  Martin Rittsel DNF

207.  Giacomo Battistel DNF

208.  Guido Trenti DNF

209. — 

210. —

### Ballan
211.  Angelo Canzonieri DNF

212.  Stefano Cattai DNF

213.  Gabriele Colombo K

214.  Carlo Finco DNF

215.  Oleksandr Hontsjenkov DNF

216.  Endrio Leoni DNF

217.  Nicola Loda

218.  Matteo Tosatto DNF

219.  Filippo Baldo Res

220.  Alberto Ongarato Res

### Team Home–Jack&Jones
221.  Brian Holm

222.  Jesper Skibby DNF

223.  Danny Nelissen DNF

224.  Arvis Piziks DNF

225.  Juris Silovs  DNF

226.  René Jørgensen DNF

227.  Mikael Kyneb DNF

228.  Michael Rosborg DNF

229. — 

230. —

### Palmans–Ideal
231.  Carlo Bomans

232.  Scott Sunderland

233.  Frank Høj DNF

234.  Karl Pauwels DNF

235.  Hans De Clercq

236.  Gert Vanderaerden DNF

237.  Steven Van Malderghem DNF

238.  Roger Hammond DNF

239.  Johan De Geyter Res

240.  Jurgen Vermeersch Res

### Vlaanderen 2002–Eddy Merckx
241.  Glenn D'Hollander DNF

242.  Kristof Trouvé DNF

243.  Erwin Thijs DNF

244.  Kurt Van Lancker DNF

245.  Wim Vansevenant DNF

246.  Peter Wuyts DNF

247.  Jarno Vanfrachem DNF

248.  Nico Renders DNF

249.  Karel Vereecke Res

250.  Stive Vermaut Res

## Afbeeldingen

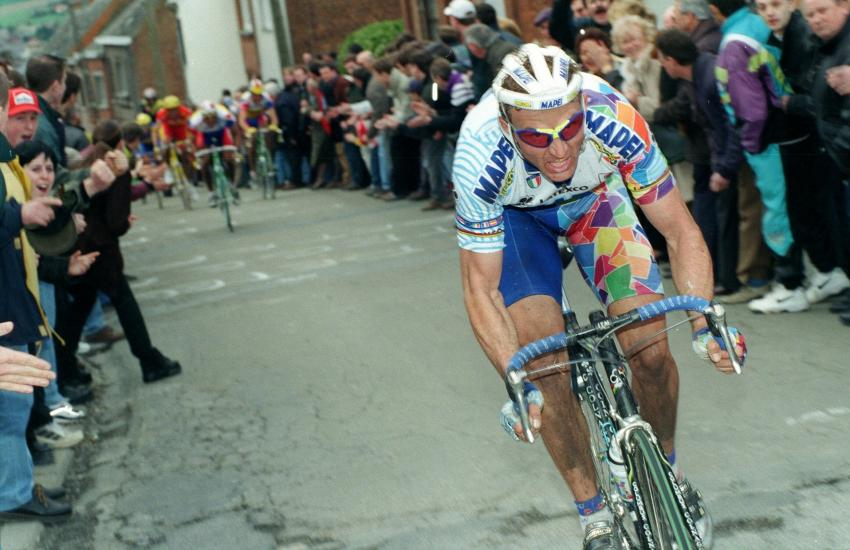
Johan Museeuw
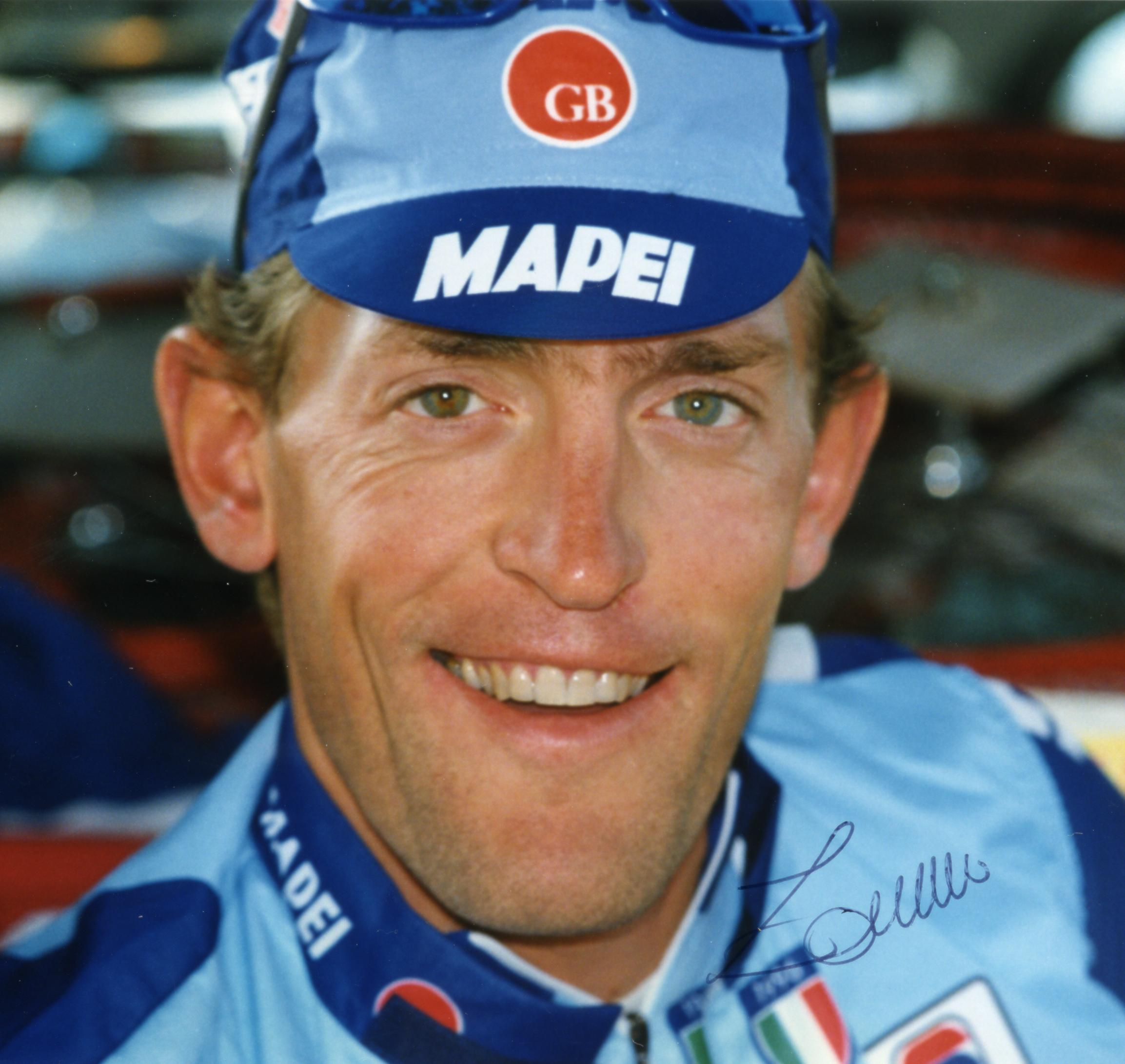
Stefano Zanini
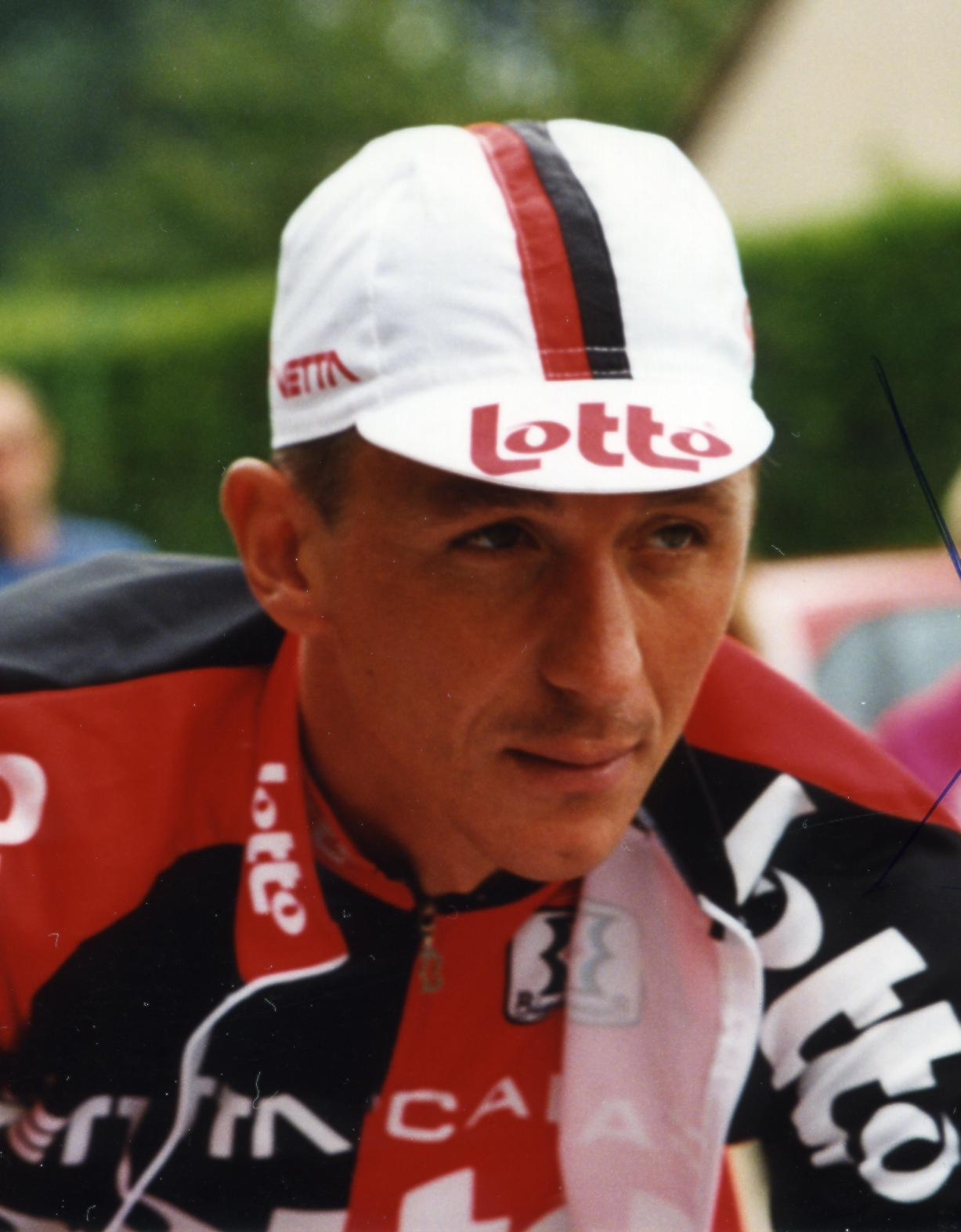
Andrei Tchmil
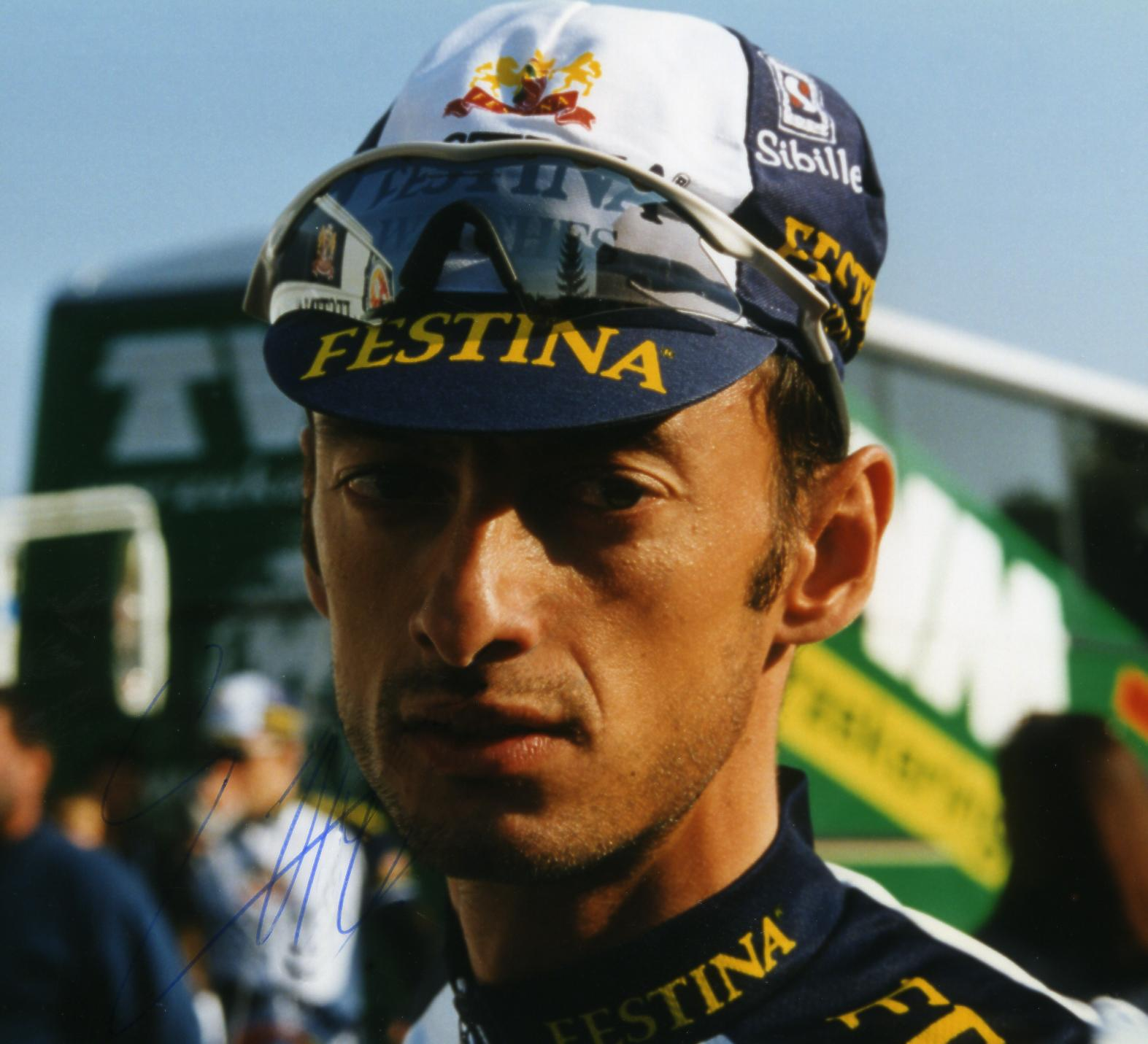
Emmanuel Magnien
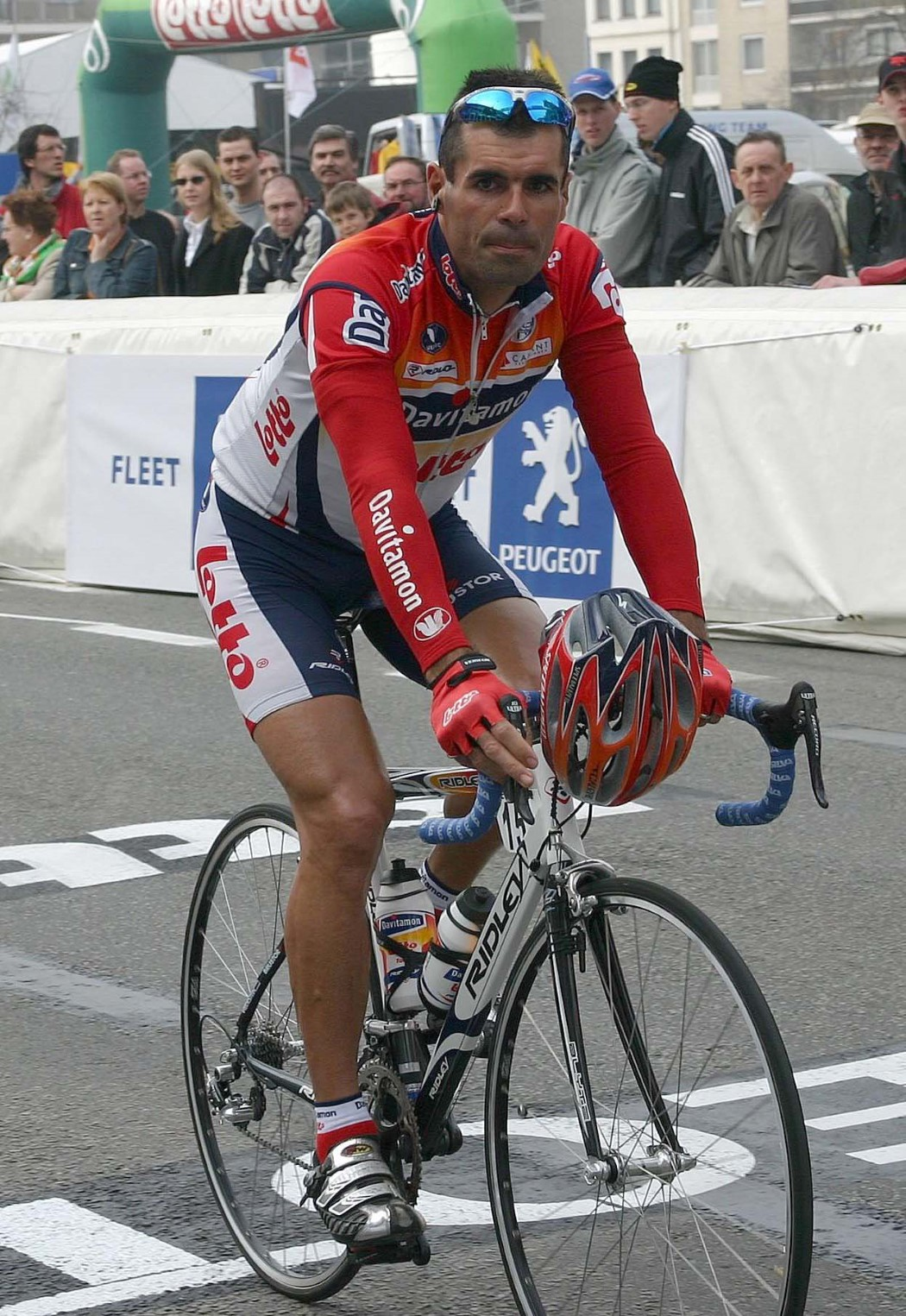
Peter Van Petegem
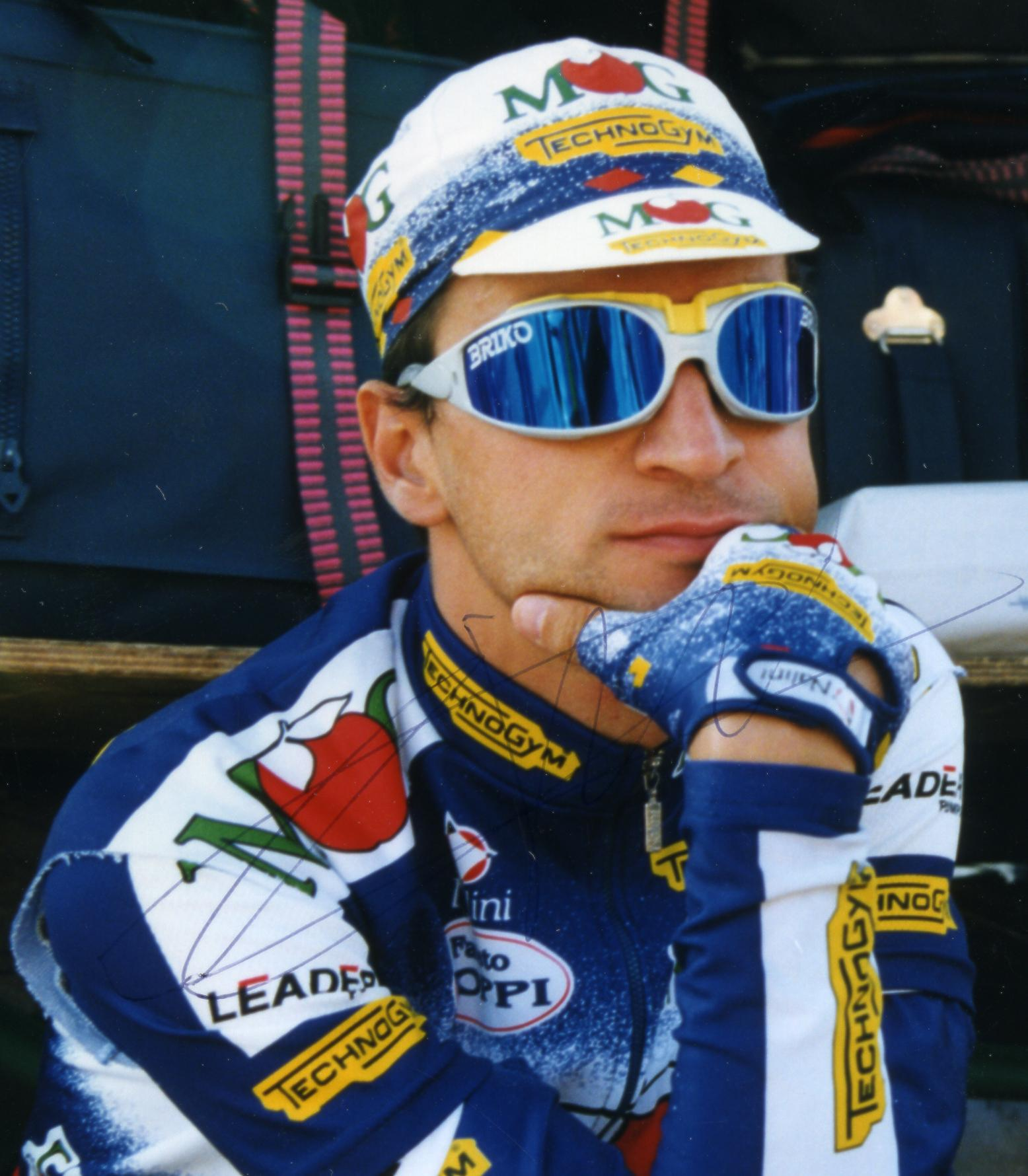
Michele Bartoli
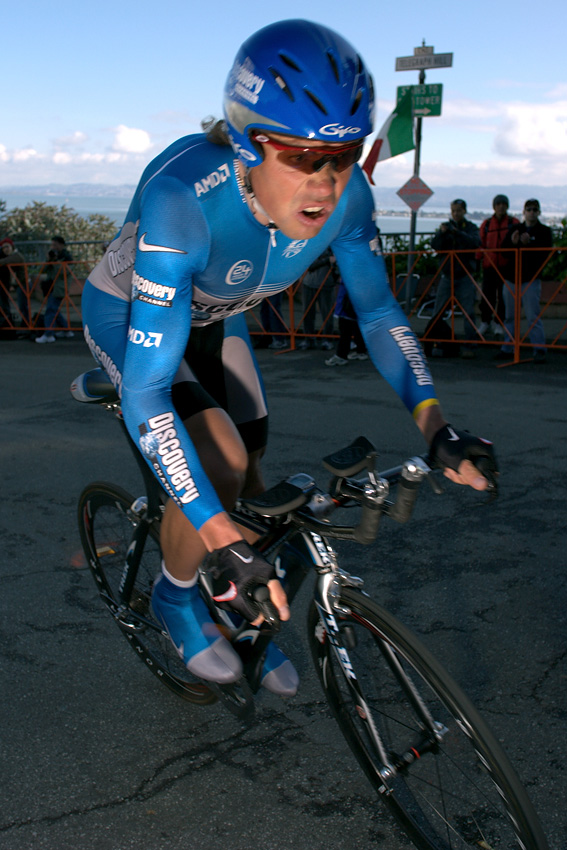
Vjatsjeslav Jekimov
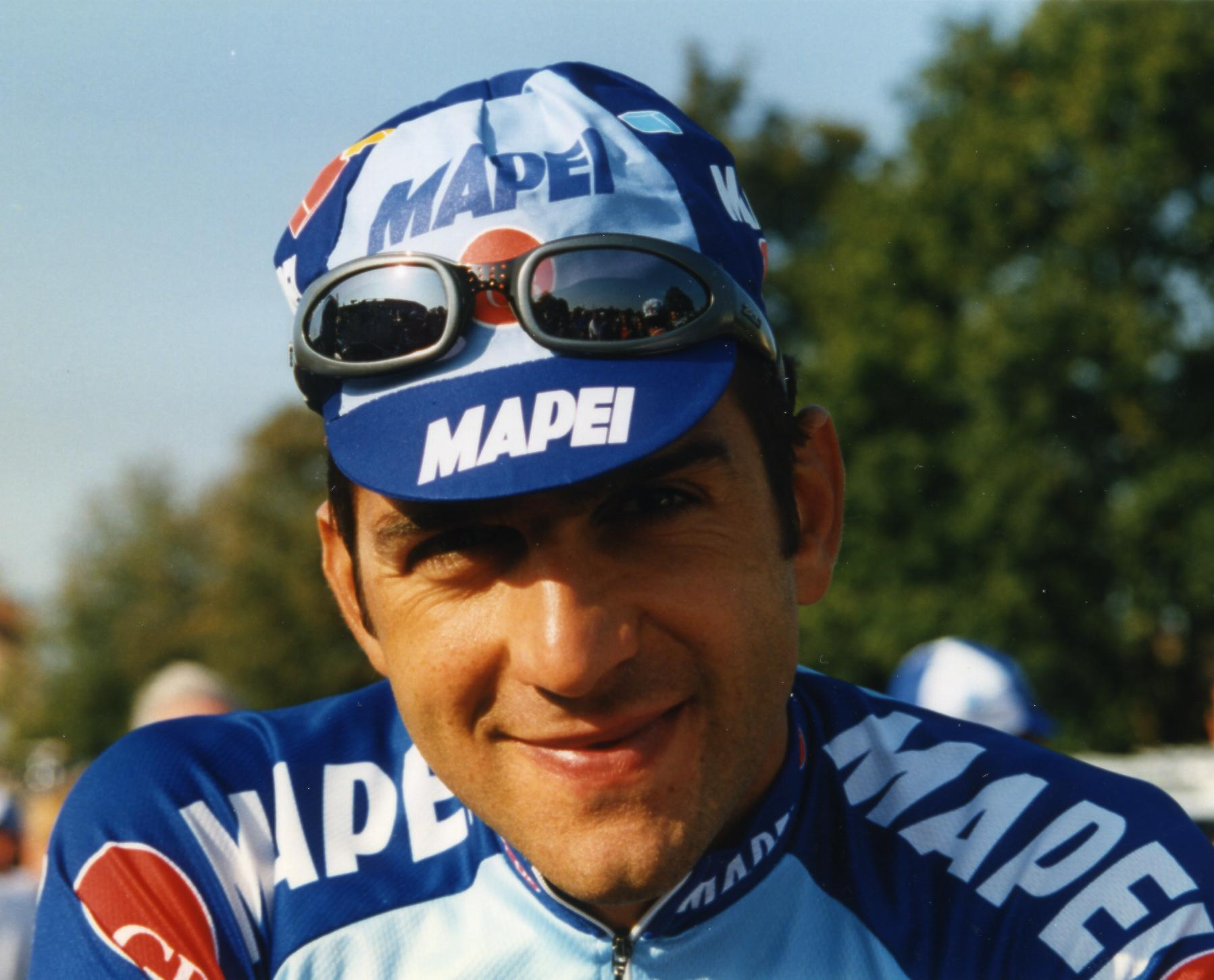
Franco Ballerini
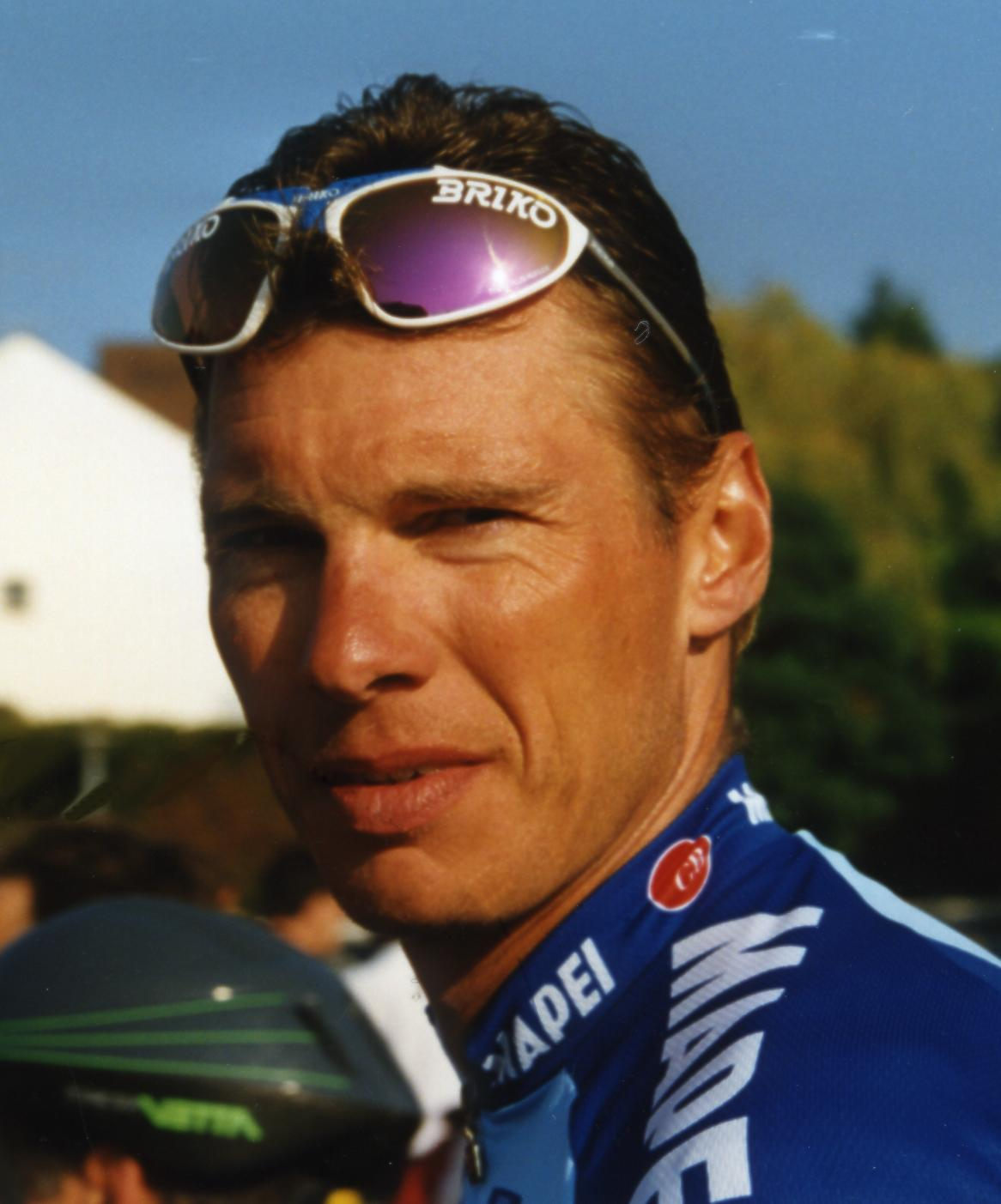
Wilfried Peeters
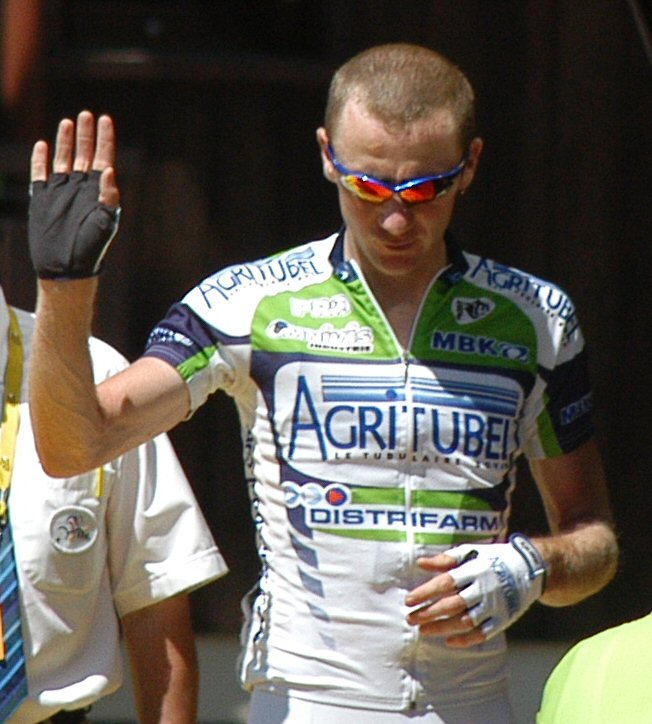
Nicolas Jalabert

1913 · 
1914 · 
1915 · 
1916 · 
1917 · 
1918 · 
1919 · 
1920 · 
1921 · 
1922 · 
1923 · 
1924 · 
1925 · 
1926 · 
1927 · 
1928 · 
1929 · 
1930 · 
1931 · 
1932 · 
1933 · 
1934 · 
1935 · 
1936 · 
1937 · 
1938 · 
1939 · 
1940 · 
1941 · 
1942 · 
1943 · 
1944 · 
1945 · 
1946 · 
1947 · 
1948 · 
1949 · 
1950 · 
1951 · 
1952 · 
1953 · 
1954 · 
1955 · 
1956 · 
1957 · 
1958 · 
1959 · 
1960 · 
1961 · 
1962 · 
1963 · 
1964 · 
1965 · 
1966 · 
1967 · 
1968 · 
1969 · 
1970 · 
1971 · 
1972 · 
1973 · 
1974 · 
1975 · 
1976 · 
1977 · 
1978 · 
1979 · 
1980 · 
1981 · 
1982 · 
1983 · 
1984 · 
1985 · 
1986 · 
1987 · 
1988 · 
1989 · 
1990 · 
1991 · 
1992 · 
1993 · 
1994 · 
1995 · 
1996 · 
1997 · 
1998 · 
1999 · 
2000 · 
2001 · 
2002 · 
2003 · 
2004 · 
2005 · 
2006 · 
2007 · 
2008 · 
2009 · 
2010 · 
2011 · 
2012 · 
2013 · 
2014 · 
2015 · 
2016 · 
2017 · 
2018 · 
2019 · 
2020 · 
2021 · 
2022 · 
2023 · 
2024
Lijst van beklimmingen